# Favolaschia austrocyatheae
Favolaschia austrocyatheae är en svampart som beskrevs av P.R. Johnst. 2006. Favolaschia austrocyatheae ingår i släktet Favolaschia och familjen Mycenaceae.   Inga underarter finns listade i Catalogue of Life.